# Смехотерапия

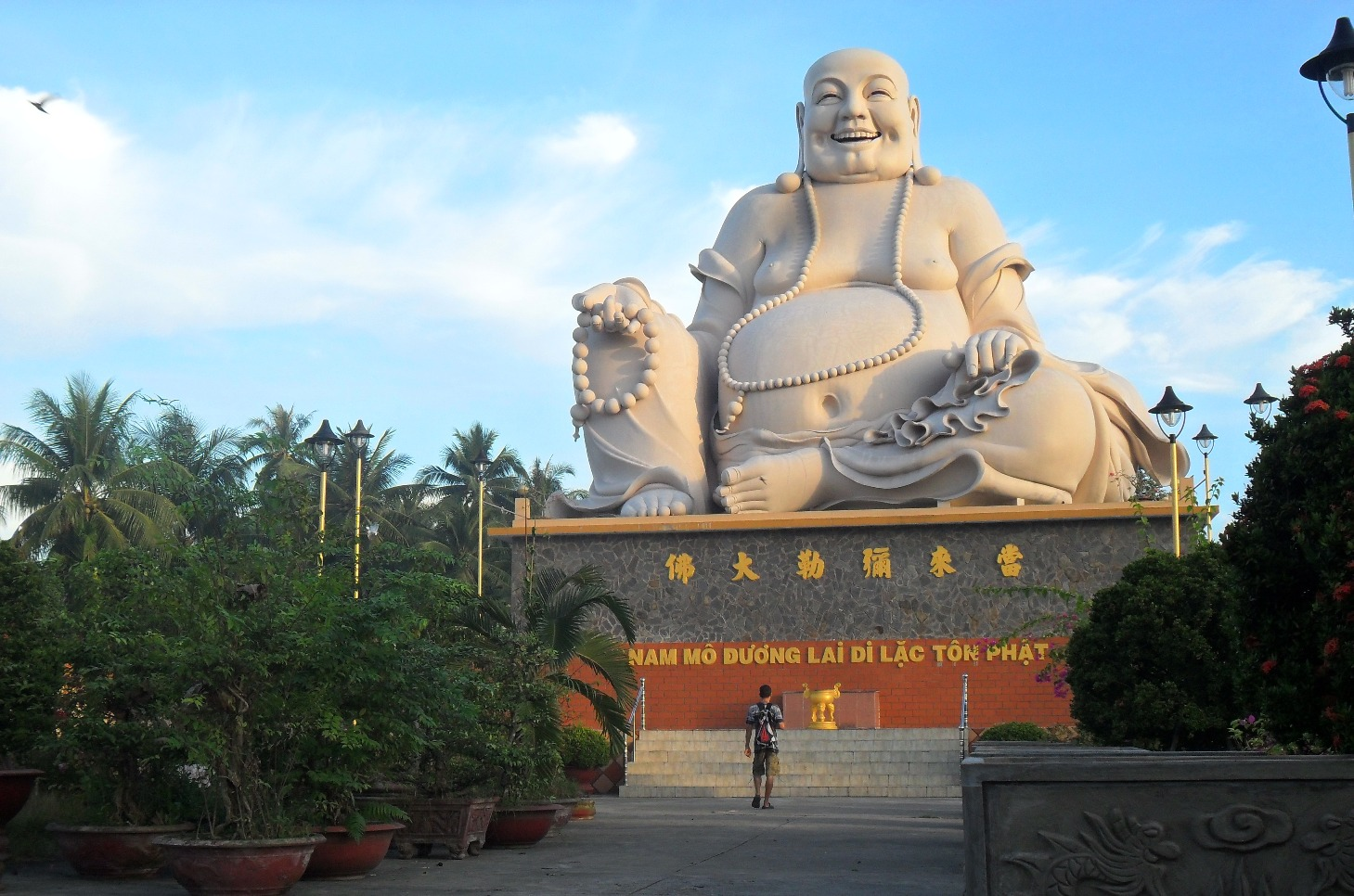
Бог счастья Хотэй

Смехотерапия (юморотерапия, гелототерапия) — использование юмористических техник, терапевтического юмора различными специалистами, направленное на улучшение понимания клиентом себя, своего поведения, настроения.
Метод смехотерапии создаёт при помощи юмора позитивное душевное состояние, помогает человеку увидеть и открыть для себя различные нелепости жизни и жизненных ситуаций, что нормализует самочувствие (физическое и эмоциональное), направляет к более высокому уровню разрешения проблемы, увеличивает познавательный потенциал, духовно обогащает.

## История
Наука о смехе и его влиянии на здоровье человека — гелотология (от др.-греч. γέλως — «смех»), основанная психиатром Уильямом Фрайем (William F. Fry), зародилась в США в 60-х годах XX века в Стэнфордском университете.
Также свой вклад в развитие смехотерапии внесли Норман Казинс («человек, которому удалось рассмешить смерть», исцеление от тяжёлой болезни просмотром комедий), Михаель Титце (Michael Titze, юмородрама, больничные клоуны), В. Франкл (парадоксальная интенция) и др.
В более ранние периоды к изучению влияния смеха на здоровье обращались различные врачи и философы: Демокрит ("Высшее благо состоит в покое и веселии души), И. Кант («Смеясь, душа становится врачом тела»), А. Шопенгауэр («В выражении радости бытия, субъективного физиологического ликования, веселости, проявляющихся в юморе, отражается „вершина человеческого здоровья“»), Г. Гегель («В юморе выражена „глубинная благожелательность и уверенность в своем безусловном возвышении над собственным противоречием, а не печальное и горестное его переживание“»), Ф. Рабле и даже Библия («Веселое сердце благотворно, как врачество, а унылый дух сушит кости»).

## Направления смехотерапии и механизмы воздействия

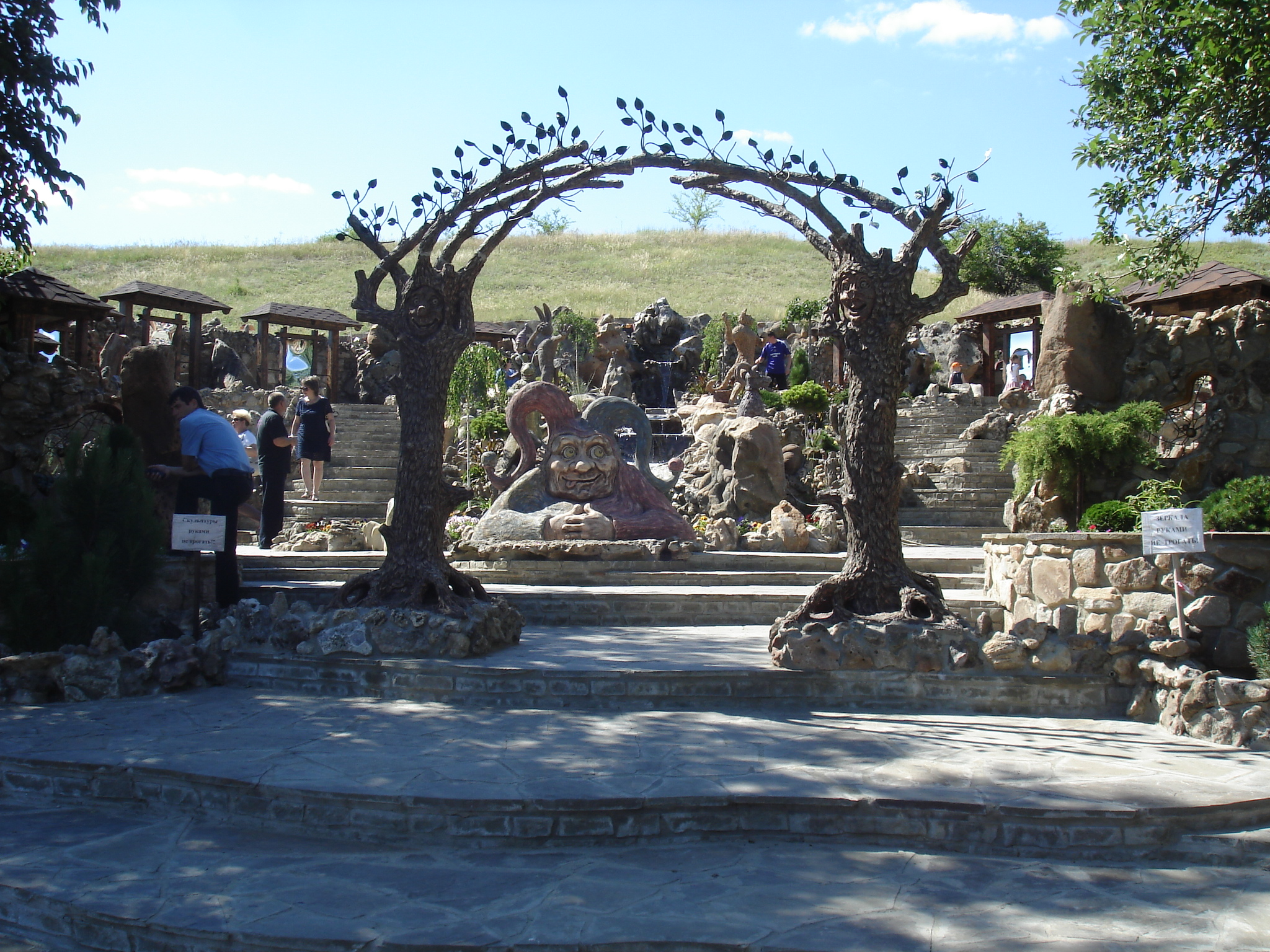
Площадка кривых зеркал
(Парк Лога)

Выделяют три направления смехотерапии:
— классическое (смешные истории, анекдоты, юмористические фильмы, книги)
— смехотерапия как один из приемов в составе самостоятельного метода-школы (например, прием парадоксальной интенции) или как авторская техника (например, используются такие приемы как дыхательная гимнастика в виде рефлекторного смеха, щекотка, смехомедитация, мимические упражнения с искусственным растягиванием губ в улыбку, упражнения по развитию креативности)
— больничная клоунада
Механизмы воздействия: известно, что при смехе у человека работают 80 групп мышц, происходит обогащение организма кислородом, выработка эндорфинов, снижается уровень гормонов стресса. Юмор приносит пользу через когнитивные механизмы путем опосредования, изменения и углубления отношения к ситуации, укрепления самообладания, а также может выполнять компенсаторную функцию в случаях непонимания и дефицита регуляторных способностей.

## Психотерапия
Юмор как прием используется в различных видах психотерапии: в рационально-эмотивной терапии А. Эллиса (юмористическое преувеличение, сарказм как способ поставить под сомнение иррациональное убеждение); в провокационной (провокативной) терапии Ф. Фаррелли (скрыто-агрессивные шутки, провокации, абсурд, переопределения); логотерапии В. Франкла (парадоксальная интенция); в психоанализе З. Фрейда (смех как избавление от лишней нервной энергии); в телесно-ориентированной психотерапии; игротерапии, библиотерапии.
Существуют также и другие практики: йога-смеха (хасья-йога), больничная клоунада, клубы и комнаты смеха, лечение соматических пациентов (влияние смеха на иммунитет, боль, долголетие), клиническая психотерапия неврозов, смехотерапия в педагогике, юмор на рабочем месте (тренинги в виде юмористических практических занятий), ведение юмористических дневников, в консультативной психологии, юмор в позитивной и популярной психологии.

## Юмор как индикатор в клинической диагностике
Чувство юмора нарушается при различных видах психопатологии: снижение чувства юмора (депрессия, тревожность), повышение (мания), изменение (шизофрения), приобретение специфического юмора (больные истерией, паранойей, психопаты), алкогольный юмор. Используются опросники: Шкала совладания (копинга) юмором Р. Мартина и Х. Лефкорта (опросник стилей юмора), 3WD тест В. Руха и др. Известный Тест юмористических фраз ТЮФ (В. С. Бабина, А. Г. Шмелев) предназначен больше для измерения личностной мотивации.
Исследуются и предпочтения чувства смешного, комического у людей различных характеров, так, теплый юмор больше свойственен сангвиникам, меланхолики склонны к теплой иронии, холерическим темпераментам ближе сатира, флегматичным — сарказм, язвительная ирония.
Врач-психиатр И. Сикорский выделил 14 разновидностей смеха на картине И. Репина.